# 马塞利娅·卡尔塔绍
马塞利娅·卡尔塔绍（葡萄牙語：Marcélia Cartaxo，1963年10月27日—），女，巴西演员。曾获得柏林国际电影节最佳女演员银熊奖。